# Lamprogrammus
Lamprogrammus (лат.) — род лучепёрых рыб семейства ошибневых. Встречается в тропических и субтропических водах всех океанов и обитает там на глубинах от 200 до 4000 метров.

## Внешний вид и строение
Это рыбы с удлиненным, сплюснутым с боков телом, постепенно сужающимся у концу. Спинной, хвостовой и анальный плавники срослись, образуя непрерывный плавник. Lamprogrammus shcherbachevi достигает длины более 190 см, Lamprogrammus brunswigi достигает максимальной длины около метра, остальные виды мельче. Рот конечный, зубы мелкие и зернистые. Число бранхиостегальных лучей равно 8. Зубчатая область на basibranchiale (кости в основании жаберной дуги) может присутствовать или отсутствовать. Преоперкулюм не расширен назад. Боковая линия покрыта мелкой чешуей. Под ними лежат вертикально расположенные веретенообразные невромасты, каждая из которых прикреплена к крупной удлиненной чешуе. У взрослых особей отсутствуют брюшные плавники. Представители рода имеют от 11 до 14 туловищных позвонков.

## Места обитания
Более мелкие виды обитают на глубинах от 200 до 4000 метров, более крупные у дна на глубинах от 1000 до 4000 метров.

## Классификация
В состав рода включают 5 видов:
- Lamprogrammus brunswigi (Brauer, 1906)
- Lamprogrammus exutus Nybelin & Poll, 1958
- Lamprogrammus fragilis Alcock, 1892
- Lamprogrammus niger Alcock, 1891
- Lamprogrammus shcherbachevi Cohen & Rohr, 1993